# Marungka tjalatjunu
Marungka tjalatjunu (englischer Titel: Dipped in Black) ist ein australischer Kurzfilm unter der Regie von Matthew Thorne und Derik Lynch aus dem Jahr 2022. Beim Adelaide Film Festival feierte der Film am 22. Oktober 2022 seine Weltpremiere. Am 19. Februar 2023 folgte auf der Berlinale seine internationale Premiere in der Sektion Berlinale Shorts.

## Handlung
Derik Lynch begibt sich auf der Suche nach spiritueller Heilung in seine Heimat zu den Yankunytjatjara, einem Stamm der Aborigines in Central Australia. In Adelaide hat er Unterdrückung erlebt und kehrt nun zu seiner Anangu-Gemeinschaft zurück. Dort möchte er eine Inma ausführen, eine traditionelle Form des Erzählens von Geschichten mit verbalen, visuellen und physischen Komponenten auf heiligem Boden. Seit über 60 000 Jahren werden dort in dieser Form Geschichten von Generation zu Generation weitergegeben, die mit dem Land, seinen Mythen und Sagen, verbunden sind, die Anangu Tjukurpa.

## Produktion

### Filmstab

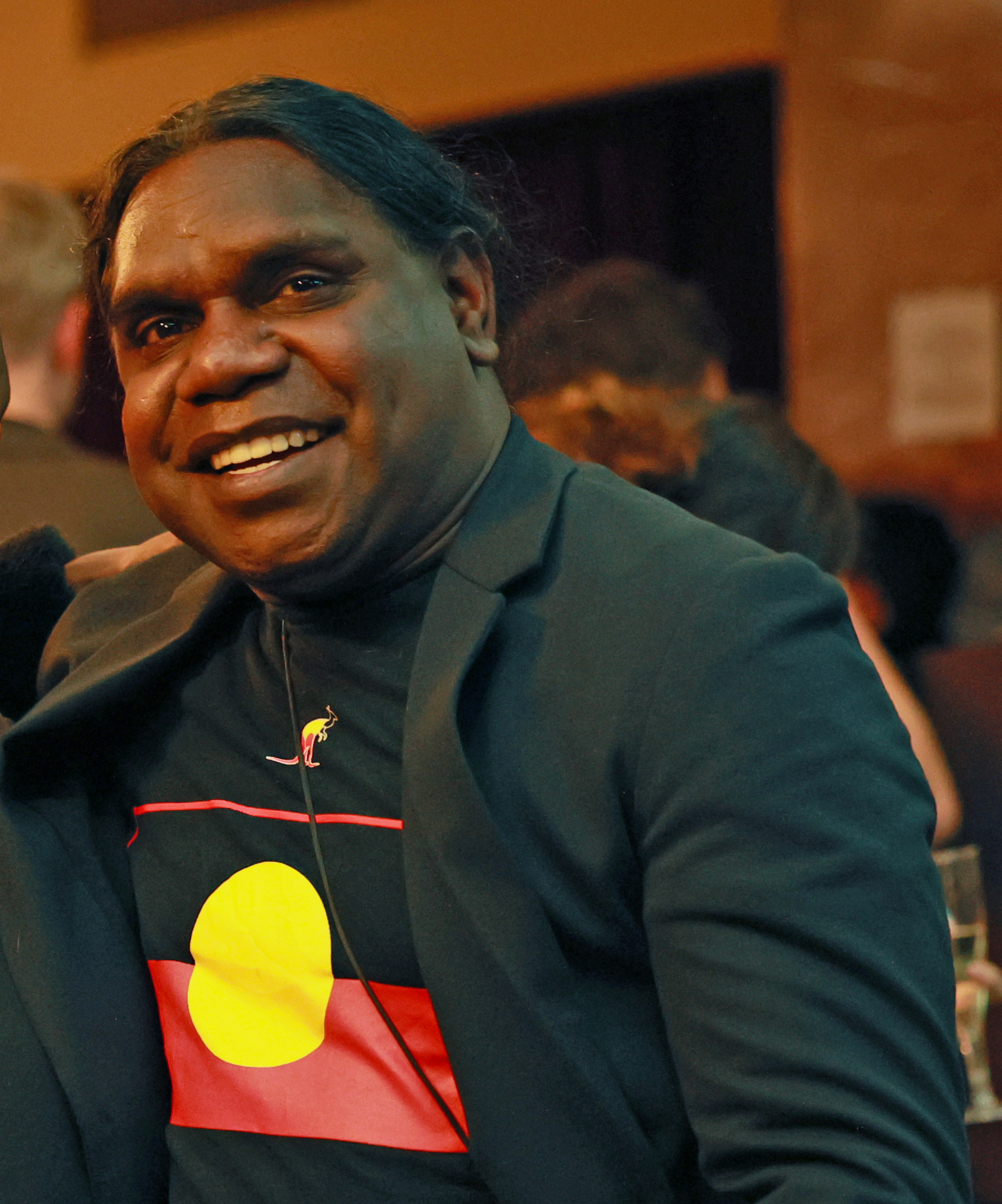
Derik Lynch begibt sich im Film auf die Suche nach spiritueller Heilung

Regie führten Matthew Thorne und Derik Lynch, von denen auch das Drehbuch stammt. Die Kameraführung lag in den Händen von Andrew Gough, die Musik komponierte Jed Silver und für den Filmschnitt war Nicola Powell verantwortlich.  
In wichtigen Rollen sind Derik Lynch, Dominic Roberts, Christopher Stewart und Dale Baker zu sehen. 

### Produktion und Förderungen
Produziert wurde der Film von Matthew Thorne und Patrick Graham. 

### Dreharbeiten und Veröffentlichung
Beim Adelaide Film Festival feierte der Film am 22. Oktober 2022 seine Weltpremiere. Am 19. Februar 2023 folgte auf der Berlinale seine internationale Premiere in der Sektion Berlinale Shorts.

## Auszeichnungen und Nominierungen
- 2023: Internationale Filmfestspiele Berlin
  - Auszeichnung mit dem Teddy Award in der Kategorie Bester Kurzfilm[3]